# Taşlıkköy, Seyitgazi
Taşlık là một xã thuộc huyện Seyitgazi, tỉnh Eskişehir, Thổ Nhĩ Kỳ. Dân số thời điểm năm 2011 là 54 người.